# Leprechaunus nyassae
Leprechaunus nyassae är en insektsart som beskrevs av Capener 1972. Leprechaunus nyassae ingår i släktet Leprechaunus och familjen hornstritar. Inga underarter finns listade i Catalogue of Life.